# Improvisación musical

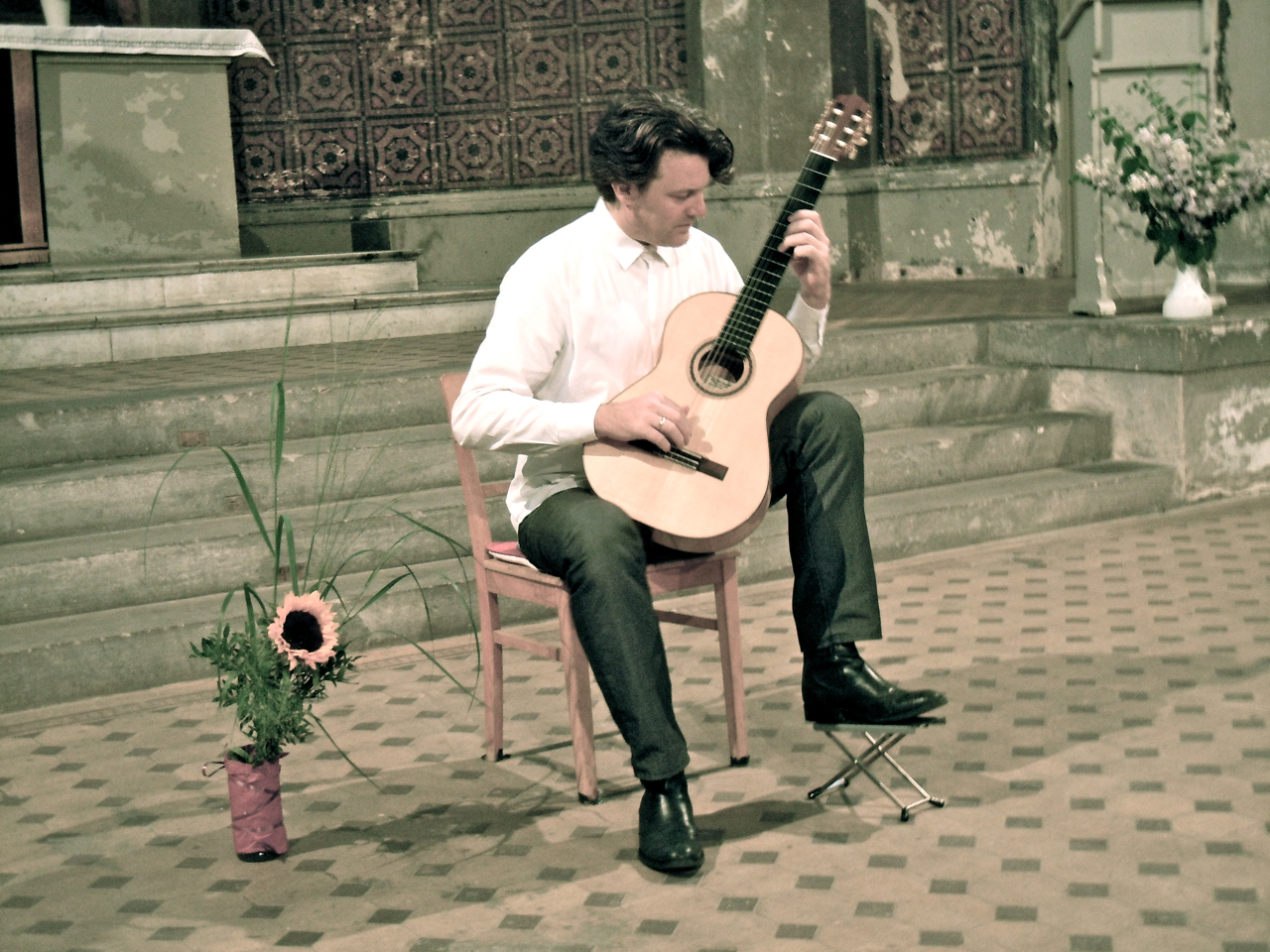
El artista Andreas Paolo Perge Improvisando en un show en Berlín en el 2014

La improvisación musical es el arte de crear y ejecutar música que previamente no ha sido escrita y que surge de manera espontánea a través de una serie de material. 
En la música de jazz, los encuentros de improvisación se los llama jam session, que en español se conocen como tocada o zapada. Las características de las jam sessions luego se adaptaron a otros géneros musicales.
A lo largo de las épocas de la tradición de la música artística occidental, incluyendo los períodos de Medieval, Renacimiento, Barroco, Clásico y Romántico, la improvisación era una habilidad muy valorada. J. S. Bach, Händel, Mozart, Beethoven, Chopin, Liszt y muchos otros compositores y músicos famosos eran conocidos especialmente por su capacidad de improvisación. La improvisación podría haber desempeñado un papel importante en el período monofónico. Los primeros tratados sobre polifonía, como la Música enchiriadis (siglo IX), indican que las partes añadidas se improvisaron durante siglos antes de los primeros ejemplos anotados. Sin embargo, no fue hasta el siglo XV cuando los teóricos empezaron a hacer una distinción tajante entre la música improvisada y la escrita.
Algunas formas de música clásica contenían secciones para la improvisación, como la cadenza en los conciertos solistas, o los preludios de algunas suites para teclado de Bach y Haendel, que consisten en elaboraciones de una progresión de acordes, que los intérpretes deben utilizar como base para su improvisación. Haendel y Bach improvisaban con frecuencia en el clavicordio u órgano de tubos. En la época barroca, los intérpretes improvisaban ornamentos y los teclistas de bajo continuo improvisaban voces de acordes basados en la notación de bajo cifrado. Sin embargo, en el siglo XX y principios del XXI, como práctica común La interpretación de la música artística occidental se institucionalizó en las orquestas sinfónicas, los teatros de ópera y los ballets, la improvisación ha desempeñado un papel menor. Al mismo tiempo, algunos compositores contemporáneos de los siglos XX y XXI han incluido cada vez más la improvisación en su trabajo creativo.
En la música clásica de India, la improvisación es un componente central y un criterio esencial de las interpretaciones. En la música india, en la afgana, en la pakistaní y en la Bangladeshi clásica, el raga es el "marco tonal para la composición y la improvisación". La Encyclopædia Britannica define un raga como "un marco melódico para la improvisación y la composición".

## Definiciones
Según Les Wise, «es reorganización espontánea». Por otra parte, el virtuoso pianista y compositor Frederic Rzewski cuenta una anécdota que tuvo con el saxofonista Steve Lacy: 

En 1968 me encontré por casualidad con Steve Lacy en una calle de Roma. Saqué un pequeño magnetófono y le pedí que me dijera en 15 segundos la diferencia entre composición e improvisación. Me respondió: ‘La diferencia entre la composición y la improvisación es que en la composición dispones de todo el tiempo necesario para decidir qué decir en 15 segundos, mientras que en la improvisación sólo tienes 15 segundos’. Su respuesta duró exactamente 15 segundos y es la mejor explicación que conozco sobre esta diferencia.
Frederic Rzewski

### Palomazo
En México, el término "palomazo", aunque inicialmente se usaba para definir la participación espontánea de un grupo o artista en un concierto donde no ha sido anunciado previamente; su uso se ha extendido a "echarse un palomazo", que coloquialmente se refierea al acto artístico espontáneo que no ha sido ensayado, y que está fuera de programa, es cuando una o varias personas de improviso se ponen a tocar, es decir, tocar por el solo gusto de hacerlo.

## Sobre el término «improvisación»
Independientemente de la razón por la cual surgió el término, es claro que la diferenciación entre composición e improvisación es relativamente nueva. El término improvisación en su forma nominal y verbal no surgió antes del siglo XIX, curiosamente cuando la práctica escénica de la improvisación comenzó a decaer. Las raíces latinas im-pro-videre que se traducen como «no considerado previamente» implican que la música hecha de esta manera no supone ninguna preparación estilística o estructural previa al momento de ejecución. Algunas definiciones contemporáneas muestran como ha evolucionado el término tanto dentro como fuera de cualquier contexto, sin embargo conserva algunas reminiscencias significativas de sus implicaciones iniciales. Más notablemente, el término aún se opone a las ideas de composición escrita y preparación en general. 
A principios del siglo XIX, Carl Czerny, uno de los pedagogos musicales más importantes de este periodo, alumno de Ludwig van Beethoven y maestro de Franz Liszt escribió A systematic introduction to improvisation on the pianoforte, probablemente el tratado más importante de la época, en el que define improvisación de la siguiente manera: "...el talento y el arte de la improvisación consisten en presentar, durante la interpretación, en el estímulo del momento, y sin preparación inmediata especial, cada idea original o prestada en un tipo de composición musical que, aunque de mucho más libre forma que una obra escrita, sin embargo, debe ser formada en una totalidad organizada en la medida en que sea necesario para seguir siendo comprensible e interesante."
Pasando a definiciones más contemporáneas, el Oxford Dictionary of Music añade a su definición una frase conclusiva que parece querer liberar la palabra de cualquier contexto: «una interpretación de acuerdo al gusto inventivo del momento, es decir, sin una partitura escrita o impresa y no desde la memoria. Ha sido un elemento importante en la música a lo largo de los siglos». Al afirmar que la improvisación no puede incluir elementos memorizados, esta definición excluye muchas tradiciones que son consideradas esencialmente improvisatorias, como el jazz y muchas músicas no occidentales. 
De las definiciones publicadas, es sin duda la que contiene el New Grove Dictionary of Music and Musicians la más progresista, considerando que su autor, Bruno Nettl, es uno de los académicos más prolíficos e innovadores de la improvisación musical hasta la fecha. El principio del artículo del Grove manifiesta que la improvisación es: «La creación de una obra musical, o de la forma final de una obra musical, mientras se está ejecutando. Puede tratarse de la composición inmediata de la obra por parte de sus intérpretes, o la elaboración o ajuste de un marco existente, o cualquier otra intermedia. Hasta cierto punto, cada interpretación conlleva elementos de improvisación, aunque su grado varía según la época y el lugar, y en cierta medida cada improvisación se basa en una serie de convenciones o normas implícitas». Esta definición es la representación más precisa de improvisación, y a la vez hace pensar que el propio término que define es innecesario. Da a entender que la improvisación es algo que existe hasta cierto punto en cada interpretación musical, y que no existe simplemente por sí misma.
La improvisación es muy utilizada sobre el órgano, en particular porque la utilización de este instrumento en las iglesias necesita que el organista juega durante un tiempo dependiente de la celebración. Se pueden destacar algunos grandes organistas improvisadores como Charles Tournemire, Marcel Dupré, Pierre Cochereau y Pierre Pincemaille.

## En la música occidental

### Período medieval
Aunque la improvisación melódica fue un factor importante en la música europea desde los primeros tiempos, la primera información detallada sobre la técnica de improvisación aparece en tratados del siglo IX que instruyen a los cantantes sobre cómo añadir otra melodía a un canto litúrgico preexistente, en un estilo llamado organum. A lo largo de la Edad Media y el Renacimiento, el contrapunto improvisado sobre un cantus firmus (una práctica que se encuentra tanto en la música eclesiástica como en la música popular de baile) constituía una parte de la educación de todo músico, y se considera el tipo de música no escrita más importante antes del período barroco.

### Período renacentista
Tras la invención de la imprenta musical a principios del siglo XVI, existe una documentación más detallada de la práctica de la improvisación, en forma de manuales de instrucción publicados, principalmente en Italia. Además de improvisar contrapunto sobre un cantus firmus, los cantantes e instrumentistas improvisaban melodías sobre patrones de acordes ostinato, hacían elaborados adornos de las líneas melódicas e inventaban música extemporáneamente sin ningún esquema predeterminado. Los intérpretes de teclado también interpretaban piezas extemporáneas, formadas libremente.

### Período barroco
Los tipos de improvisación practicados durante el Renacimiento -principalmente el embellecimiento de una parte existente o la creación de una parte o partes completamente nuevas- continuaron en el Barroco temprano, aunque se introdujeron importantes modificaciones. La ornamentación comenzó a estar más bajo el control de los compositores, en algunos casos escribiendo los adornos, y más ampliamente introduciendo símbolos o abreviaturas para ciertos patrones ornamentales. Dos de las primeras fuentes importantes para la ornamentación vocal de este tipo son Regole, passaggi di musica (1594) de Giovanni Battista Bovicelli, y el prefacio de la colección de Giulio Caccini, Le nuove musiche (1601/2)

#### Instrumentos melódicos
Los manuales del siglo XVIII dejan claro que los intérpretes de la flauta, el oboe, el violín y otros instrumentos melódicos no sólo debían ornamentar piezas previamente compuestas, sino también improvisar espontáneamente preludios.

#### Basso continuo
El bajo continuo (acompañamiento) era principalmente improvisado, el compositor normalmente no proporcionaba más que un esbozo armónico llamado bajo cifrado. El proceso de improvisación se llamaba realización.

#### Improvisación de órgano y música de iglesia
Según la Encyclopædia Britannica, las "texturas monódicas que se originaron alrededor de 1600 ... estaban preparadas, de hecho en gran medida destinadas, a la mejora de la improvisación, no sólo de las partes de agudos sino también, casi por definición, del bajo, que fue figurado para sugerir no más que un esquema acordal mínimo. " El acompañamiento improvisado sobre un bajo cifrado fue una práctica común durante la época barroca, y en cierta medida los períodos siguientes. La improvisación sigue siendo una característica de la interpretación del órgano en algunos servicios de la iglesia y también se realizan regularmente en los conciertos.
Dieterich Buxtehude y Johann Sebastian Bach fueron considerados en el período barroco como improvisadores de órgano muy hábiles. Durante el siglo XX, algunos músicos conocidos como grandes improvisadores como Marcel Dupré, Pierre Cochereau y Pierre Pincemaille continuaron esta forma de música, en la tradición de la escuela francesa de órgano. Maurice Duruflé, gran improvisador, transcribió improvisaciones de Louis Vierne y Charles Tournemire. Olivier Latry escribió más tarde sus improvisaciones como composiciones, por ejemplo Salve Regina.

### Período clásico

#### Improvisación en el teclado
En la música clásica se diferencia del estilo barroco en que a veces varias voces pueden moverse juntas como acordes que involucran a ambas manos, para formar frases breves sin tonos de paso. Aunque Mozart utilizó estos motivos con moderación, Beethoven y Schubert los utilizaron con mayor frecuencia. Estos acordes también aparecieron en cierta medida en la música barroca para teclado, como el tema del tercer movimiento del Concierto italiano de Bach. Pero en aquella época dicho acorde solía aparecer sólo en una clave a la vez, (o en una mano del teclado) y no formaba las frases independientes que se encuentran más en la música posterior. Adorno menciona este movimiento del Concierto italiano como una forma más flexible e improvisada, en comparación con Mozart, sugiriendo la disminución gradual de la improvisación mucho antes de que su declive fuera evidente.
El gesto introductorio de tónica, subdominante, dominante, tónica, sin embargo, al igual que su forma barroca, sigue apareciendo al principio de las piezas pianísticas del alto clasicismo y del romanticismo (y de mucha otra música) como en la Sonata para piano Hob. XVI/52 de Haydn y en la Sonata número 24, Op. 78 de Beethoven.
Beethoven y Mozart cultivaron marcas de humor como con amore, appassionato, cantabile y expressivo. De hecho, tal vez porque la improvisación es espontánea, se asemeja a la comunicación del amor.

##### Mozart y Beethoven
Beethoven y Mozart dejaron excelentes ejemplos de cómo eran sus improvisaciones, en los conjuntos de variaciones y las sonatas que publicaron, y en sus cadencias escritas (que ilustran cómo habrían sonado sus improvisaciones). Como teclista, Mozart compitió al menos una vez en improvisación, con Muzio Clementi. Beethoven ganó muchas y duras batallas de improvisación a rivales como Johann Nepomuk Hummel, Daniel Steibelt y Joseph Woelfl.

### Período romántico

#### Instrumental
La extemporización, tanto en forma de introducciones a las piezas como de enlaces entre ellas, siguió siendo una característica de la concertación para teclado hasta principios del siglo XX. Entre los que practicaron este tipo de improvisación se encuentran Franz Liszt, Felix Mendelssohn, Anton Rubinstein, Paderewski, Percy Grainger y Pachmann. La improvisación en el ámbito de la música artística parece haber disminuido con el crecimiento de la grabación.

#### Opera
Tras estudiar más de 1.200 grabaciones de los primeros años de Verdi, Will Crutchfield concluye que "la cavatina solista fue el lugar más obvio y duradero de la discreción solista en la ópera del siglo XIX". Continúa identificando siete tipos principales de improvisación vocal utilizados por los cantantes de ópera en este repertorio:
1. La cadenza verdiana "full-stop"
2. Arias sin "full-stop": ballate, canzoni, y romanze'
3. Ornamentación de las cadencias internas
4. Variantes melódicas (notas altas interpoladas, acciaccature, "slide" de dos notas ascendentes)
5. La variación de la estrofa y el problema de la cabaletta
6. Facilidades (puntature, simplificación de la fioratura, etc.)
7. Recitativo